# تفسیر روشن
تفسیر روشن تالیف میرزا حسن مصطفوی (۱۳۳۴- ۱۴۲۶ ق) به زبان فارسی و شامل کل قرآن است. که شامل ۱۶ جلد می‌شود. مفسر پس از تألیف التحقیق فی کلمات القرآن و بر اساس دیدگاه‌های واژه‌شناسی خود و تأکید بر غیر مجازی بودن کلمات قرآن و همچنین اهتمام به بعد تربیتی و سیر و سلوکی، پایه‌های تفسیر روشن را پاریزی کرده‌است. مخاطبان این تفسیر افراد متوسط و عموم مؤمنین می‌باشند.

## انگیزه مفسر
مؤلف در مقدمه کوتاه خود بر تفسیر روشن انگیزه خود را چنین می‌نویسد:
چون از تألیف کتاب التحقیق فی کلمات القرآن فراغت حاصل شده و تصمیم داشتم به مبنای این کتاب به تفسیری به لغت عربی اشتغال بورزم، متوجه شدم که تفسیر به زبان عربی بسیار نوشته شده و در دسترس همه طبقات از هر صنفی و در هر رشته‌ای موجود است. و متأسفانه تفسیری به زبان فارسی که از جهات الفاظ و معانی و نظم و تحقیق و قاطع بودن ممتاز باشد، وجود ندارد. بخصوص طبقه عموم مردم (که در اصطلاحات و علوم رسمی، تخصصی ندارند و) قدرت استفاده از اقوال مختلف و تأویلات گوناگون و مطالب متفرقه و مباحث دور از أفهام را ندارند. در این نیت تا حدودی تردید داشتم، از خداوند متعال بوسیله کتاب او درخواست تکلیف نمودم، آیه ۸۴ سوره شعراء «...و اجعل لی لسان صدق فی الآخرین...» آمد. پس برای انجام این وظیفه الهی از پروردگار متعال یاری طلبیده، و از هر جهت به فیوضات و توجهات او نیازمند هستم.

## روش تفسیر
مولف در جلد نخست کتاب، مقدمه‌ای مختصر به نگارش در آورده و به خصوصیات تفسیر و اصول پذیرفته شده خود اشاره کرده‌است. توضیحات او در خصوصیات تفسیرش در قالب ۱۲ مقدمه به قرار ذیل بیان شده‌است:
1. راجع به لغات قرآن و ترجمه آنها،
2. لغات و معانی حقیقی،
3. نفی تحریف در قرآن،
4. اختلاف قراءات،
5. اعجاز قرآن،
6. تفسیر به رأی
7. ترجمه آیات،
8. نقل اقوال
9. احادیث مربوط به آیات،
10. ناسخ و منسوخ
11. محکم و متشابه
12. شأن نزول آیات.

روش عمومی تفسیر وی به این گونه‌است که ابتدای هر سوره فقط به ذکر نامی از آن اکتفا می‌نماید و البته به ندرت به ثواب تلاوت و نام‌های دیگر سوره اشاره دارد. پس از ضبط یک یا چند آیه، لغات مشکل و غیر مشکل را معنا می‌کند. وی در معنا و ترجمه لغات در مقدمه اول می‌نویسد: 
تمام ترجمه‌های لغات از کتاب التحقیق فی کلمات القرآن اخذ شده‌است، و چون یکایک کلمات در آن‌کتاب، بحث و تحقیق و مورد دقّت قرار گرفته‌است، به کتاب‌های دیگر لغت احتیاجی نداشتیم، مگر در بعضی از موارد که لازم باشد.

در این باره در مقدمه دوم می‌نویسد: 
ما معتقدیم که تمام کلمات در قرآن مجید به معنای حقیقیه آنها استعمال شده، و معنای مجازی در کلام خداوند متعال نیست، و این مطلب در کتاب «التحقیق» برهاناً و عملاً ثابت شده‌است، در نتیجه اکثر آراء مخالف و اقوال مختلف و احتمالات خلاف و سست، قهراً از میان برداشته می‌شود.

سپس آیات را ترجمه می‌نماید، درباره ترجمه آیات در مقدمه هفتم می‌نویسد: 
ترجمه کردن قرآن مجید به زبان‌های دیگر مشکل‌تر از تفسیر است، زیرا لازم است که در مقام ترجمه، تمام مقصود و منظور متکلم تفهیم شده، و کوچک‌ترین تحریفی در بیان مراد او پیش نیاید. و این معنا اضافه بر شرایط تفسیر، محتاج است بر تسلط کامل به جهت بیان و قلم که بتواند مفهوم آیه را بتعبیر کوتاه و مختصر و در عین حال مفید و روشن و تمام تحویل بدهد.
وی معتقد است ترجمه قرآن به زبان دیگر، بدون در نظر گرفتن و حفظ خصوصیات و بیان مقصود و افاده منظور، از مصادیق کامل تحریف کلام پروردگار متعال بوده، و موجب اهانت و از بین بردن مقام قرآن و ساقط کردن آن از اعتبار گشته، و سبب گمراه شدن افکار و تحیر افراد خواهد بود.

دیدگاه او نسبت به تفاسیر روایی، مثبت مطلق نمی‌باشد، در این باره، می‌نویسد:
تفاسیری که به عنوان تفسیر روایتی نوشته شده‌است، برای تحقیق و اخذ حدیث و انتخاب آن بسی مورد استفاده واقع می‌شود، ولی برای افراد عمومی و غیر محقق نه تنها مورد استفاده نمی‌باشد، بلکه ممکن است موجبات انحراف افکار آنان نیز بشود. زیرا امثال این احادیث شریفه باید از هر جهت مورد بحث و تحقیق و شرح واقع شده و روشن گردد که آیا تفسیر است یا تأویل، حقیقت است یا مجاز یا کنایه، عمومیت و اطلاق دارد یا نه، روی تقیه صادر شده‌است یا در آزادی، به عنوان ذکر مصداق است یا نه، حدیث مورد وثوق است یا ضعیف و مخاطب چه افرادی است.
مفسر در این تفسیر بنا را بر عدم نقل اقوال گذاشته‌است و از نقل اقوال و احتمالات در هر جهت که باشد پرهیز کرده‌است تا موجب اختلاف و تردید و ابهام نشود.

در بخش قراءات نیز مفسر بر این عقیده‌است که:
قراءت صحیح در قرآن مجید از جهت کلمات و صیغه‌ها و اعراب، همین قراءت موجود با تمام خصوصیاتیست که در همه قرآنهای چاپی و خطی حاضر و قدیم مضبوط است. و قرائتهای دیگر از مورد اعتبار و وثوق خارج بوده، و احادیث مربوط به نزول قرآن بر پنج یا شش یا هفت احرف از هر جهت ضعیف می‌باشند.
در بحث ناسخ و منسوخ وی پس از بحث لغوی و اصطلاحی و اعم دانستن نسخ در تکوینیات و تشریعیات، اطلاق ناسخ به حکم دوم که جایگزین حکم اول می‌شود را ظاهری می‌داند و در نهایت می‌نویسد: بحث کردن در موضوع نسخ پس از روشن شدن آن بی‌مورد است، و آنچه قابل بحث است، عبارت است از فلسفه و علل و جهاتی که در مورد نسخ منظور می‌شود، و ما در هر کدام از موارد نسخ بجهاتیکه در آن مورد صورت گرفته‌است، اشاره می‌کنیم.
با بررسی مضامین این تفسیر پی می‌بریم که بحث‌های آن به همراه جهت گیری عرفانی می‌باشد، و درست است که مولف اعتقاد دارد که این تفسیر برای افراد متوسط و عموم مومنین نوشته شده‌است امّا انصافاً فهم عمیق و صحیح برخی از مباحث آن نیاز به آشنایی با نظریات مختلف اندیشمندان اسلامی علی‌الخصوص حکماء و عرفاً، دارد. البته در بحث‌های لغوی نیز وی حاصل تلاشهای خود در التحقیق فی کلمات القرآن را بیان داشته و این امر فهم آنها را، نیازمند تدبر و دقت، کرده‌است.
به طور کلی این تفسیر برای عموم افراد، از آشنا به اصطلاحات علوم اسلامی و درس خوانده حوزه تا اساتید دانشگاهی و تا افراد متوسط اهل مطالعه، مفید فایده بوده، فهم آنان را نسبت به قرآن و آیات الهی عمق می‌بخشد.

## نسخه‌شناسی
در پایان برخی مجلدات آن، مفسر تاریخ اتمام آن را ذکر کرده‌است. به عنوان نمونه جلد اول آن در ربیع‌الاول ۱۴۰۹ ق و ۲۱ / ۷ / ۶۷ ش در قم به پایان رسیده و جلد نهم آن در ۲۵ رمضان ۱۴۱۳ مطابق با ۲۸ / ۱۲ / ۱۳۷۱ ش پایان یافته‌است.
پایان هر جلد دو فهرست شامل فهرست مطالب متفرقه از مباحث علمی و موضوعاتی که در آن جلد مطرح کرده‌اند و فهرست لغات تحقیق شده در آن جلد وجود دارد.
البته چند جلد اول این تفسیر قبل از چاپ دوره‌ای، در سال ۱۳۶۶- ۱۳۷۴ ش توسط انتشارات سروش وابسته به سازمان صدا و سیمای جمهوری اسلامی ایران در ۴۰۰۰ نسخه چاپ و انتشار یافته‌است.